# Torna a 2005. évi nyári európai ifjúsági olimpiai fesztiválon
A 2005. évi nyári európai ifjúsági olimpiai fesztiválon a torna versenyszámait július 4. és 8. között rendezték Latisanában. Hat női számban hirdettek győztest.

## Magyar résztvevők
A magyar torna csapatot 2 versenyző alkotta (2 nő), Petroviszki Pál edző irányítása alatt.
A magyar csapat tagjai:
- Gombás Laura egyéni, összetett
- Kékegyi Adrienn egyéni, összetett

A delegáció tagja volt még Zsilinszki Tünde bíró is.

## Összesített éremtáblázat
| A 2005. évi nyári európai ifjúsági olimpiai fesztivál összesített éremtáblázata tornában | A 2005. évi nyári európai ifjúsági olimpiai fesztivál összesített éremtáblázata tornában | A 2005. évi nyári európai ifjúsági olimpiai fesztivál összesített éremtáblázata tornában | A 2005. évi nyári európai ifjúsági olimpiai fesztivál összesített éremtáblázata tornában | A 2005. évi nyári európai ifjúsági olimpiai fesztivál összesített éremtáblázata tornában | Olimpia  |
| ---------------------------------------------------------------------------------------- | ---------------------------------------------------------------------------------------- | ---------------------------------------------------------------------------------------- | ---------------------------------------------------------------------------------------- | ---------------------------------------------------------------------------------------- | -------- |
|                                                                                          | Ország                                                                                   | Arany                                                                                    | Ezüst                                                                                    | Bronz                                                                                    | Összesen |
| 1.                                                                                       | Oroszország                                                                              | 3                                                                                        | 1                                                                                        | 4                                                                                        | 8        |
| 2.                                                                                       | Olaszország                                                                              | 2                                                                                        | 1                                                                                        | 2                                                                                        | 5        |
| 3.                                                                                       | Románia                                                                                  | 1                                                                                        | 3                                                                                        | 0                                                                                        | 4        |
| 4.                                                                                       | Csehország                                                                               | 0                                                                                        | 1                                                                                        | 0                                                                                        | 1        |
|                                                                                          |                                                                                          |                                                                                          |                                                                                          |                                                                                          |          |
| Összesen                                                                                 | Összesen                                                                                 | 6                                                                                        | 6                                                                                        | 6                                                                                        | 18       |

## Női
| A 2005. évi nyári európai ifjúsági olimpiai fesztivál érmesei női tornában |                                                                              |                                                                                 |                                                                        |
| Versenyszám                                                                | Arany                                                                        | Ezüst                                                                           | Bronz                                                                  |
| Gerenda                                                                    | Oroszország Karina Myasnikova · 9.562                                        | Románia Georgiana Alina Stănculescu · 9.412                                     | Oroszország Ksenia Afanasteva · 9.100                                  |
| Felemás korlát                                                             | Oroszország Karina Myasnikova · 9.387                                        | Csehország Kristyna Palesova · 9.287                                            | Olaszország Vanessa Ferrari · 9.237                                    |
| Talaj                                                                      | Olaszország Vanessa Ferrari · 9.625                                          | Románia Sandra Izbașa · 9.512                                                   | Oroszország Ksenia Afanasteva · 9.487                                  |
| Ugrás                                                                      | Románia Sandra Izbașa · 9.175                                                | Olaszország Vanessa Ferrari · 9.143                                             | Oroszország Karina Myasnikova · 9.062                                  |
| Egyéni összetett                                                           | Olaszország Vanessa Ferrari · 37.925                                         | Oroszország Karina Myasnikova · 37.000                                          | Oroszország Ksenia Afanasteva · 36.550                                 |
| Csapat összetett                                                           | Oroszország · Karina Myasnikova · Ksenia Afanasteva · Alena Donodina · 73.75 | Románia · Sandra Izbașa · Andrea Stănescu · Georgiana Alina Stănculescu · 72.45 | Olaszország · Vanessa Ferrari · Federica Macri · Lia Parolari · 72.425 |